# Північне Медведково
Північне Медведково (рос. Се́верное Медве́дково) — адміністративний район в Москві, входить до складу Північно-Східного адміністративного округу. Населення станом на 1 січня 2017 року 126694 чол., площа 5,66 км²
Район утворено 5 липня 1995 року.

На території району розташована станція метро  Медведково